# JNR classe C62
Pour les articles homonymes, voir C62.
La classe C62 (C62形) est un type de locomotive à vapeur de la JNR ayant effectué des services voyageurs au Japon entre 1948 et 1973.

## Histoire
49 exemplaires furent construits entre 1948 et 1949.
En 1954, la locomotive C62 17 roula à 129 km/h, record de vitesse d'une locomotive à vapeur sur voie étroite.
Les derniers services réguliers ont eu lieu en 1973.

## Utilisation et services
Les locomotives classe C62 furent principalement utilisées entre Tokyo et Osaka sur les services express de la ligne principale Tōkaidō. 5 exemplaires roulèrent à Hokkaido.

## Machines préservées
Trois exemplaires sont préservés en état de fonctionnement : 
- les C62 1 et C62 2 au Kyoto Railway Museum[2],
- la C62 3 aux ateliers de Naebo à Sapporo.

De plus la C62 17 est exposée au SCMaglev and Railway Park et la C62 26 au Kyoto Railway Museum.

## Dans la culture populaire

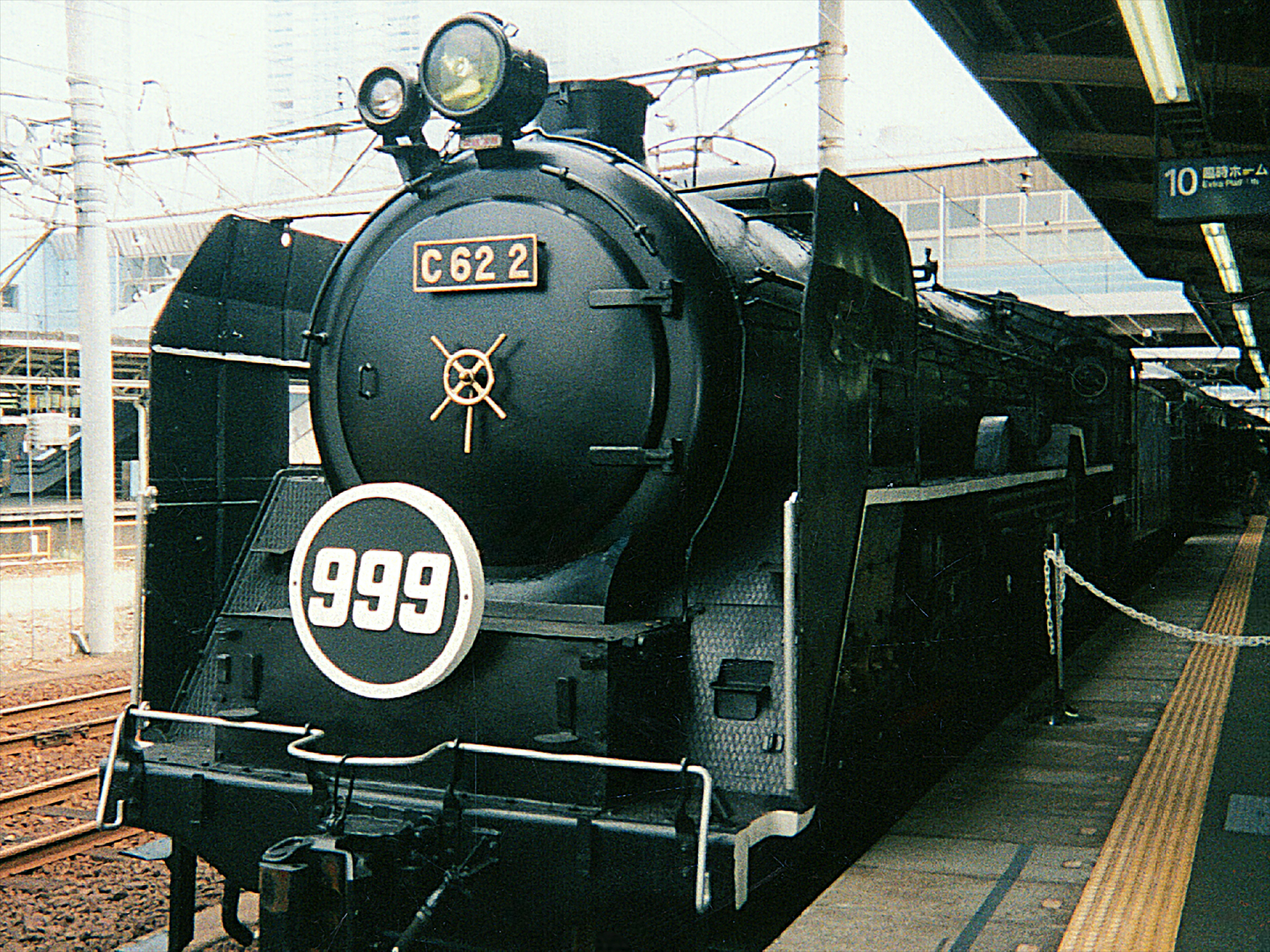
La locomotive C62 2 avec l'écusson du Galaxy Express 999.

La classe C62 sert de modèle à la locomotive du Galaxy Express 999 dans le manga du même nom.